# Andrew Knott
Pour les articles homonymes, voir Knott.
Andrew Knott est un acteur anglais, né le 22 novembre 1979 à Salford, Manchester.
Il a commencé sa carrière très jeune à la télévision britannique en tant que figurant et à la radio. Il s'est entraîné à l'Atelier Théâtre d'Oldham. Sa première apparition sur grand écran a été pour le film Le Jardin Secret (1993) de Agnieszka Holland, aux côtés de Maggie Smith, et adapté du roman éponyme de Frances Hodgson Burnett. Il a participé l'année suivante à une autre adaptation produite également par Warner Bros sur grand écran, Prince Noir. Plus récemment, il a joué dans le film The History Boys, en 2006, aux côtés de Richard Griffiths. On a pu également le retrouver dans un épisode de L'Inspecteur Lewis en 2008.

## Filmographie sélective
- 1993 : Le Jardin secret (The Secret Garden) de Agnieszka Holland : Dicken
- 1994 : Prince Noir de Caroline Thompson : Joe enfant
- 2001 : Where the Heart Is (série TV) : Henry Green
- 2006 : Life on Mars (série TV) : Derek Bannister (1 épisode)
- 2006 : The History Boys : Lockwood
- 2008 : Inspecteur Lewis (série TV) : Ryan Gallen (1 épisode)
- 2008 : Code 9 (série TV) : Rob
- 2011 : Black mirror (série TV) : Personnel médical (saison 1 : 1er épisode)
- 2015 : The Lady in the Van de Nicholas Hytner : un ambulancier
- 2017 : My Cousin Rachel de Roger Michell : Joshua
- 2021 : Leonardo (série TV) : Alfonso